# Bristol Beaufort
De Bristol Beaufort is een tweemotorige torpedo-bommenwerper, ontworpen en geproduceerd door de Britse vliegtuigfabrikant Bristol Aeroplane Company. Het toestel was tijdens de Tweede Wereldoorlog in gebruik bij de RAF en de Australische luchtmacht.

## Ontwikkeling
De van de Bristol Blenheim afgeleide Beaufort was van 1940 tot 1943 de standaardtorpedobommenwerper van de Britse RAF. Bristol begon in 1935 aan de ontwerptekeningen en op 15 oktober 1938 maakte het met twee Bristol Mercury-motoren uitgeruste prototype zijn eerste vlucht. Omdat de RAF een vierkoppige bemanning wilde, wat het totale gewicht fors deed stijgen, vielen de prestaties echter tegen. Nadat verschillende motoren onder de loep waren genomen besloot men de 1130 pk sterke Bristol Taurus in te bouwen.

## Inzet en operaties
Na uitgebreide proefvluchten nam het Coastal Command van de RAF in 1939 de Beaufort Mk I in gebruik. In augustus 1940 werden het No.22 en het No.42 Squadron met de Mk I uitgerust. Voor de Franse en Nederlandse kust wierpen deze toestellen zeemijnen af en vielen ze schepen aan. Op 6 april 1941 brachten Beauforts van beide squadrons de Duitse kruiser Gneisenau in de haven van Brest zware schade toe. Kenneth Campbell, een vlieger van het No.22 Squadron, werd voor zijn aandeel postuum onderscheiden.
In 1939 besloot men in Australië Beauforts voor de Australische luchtstrijdkrachten te bouwen. Omdat het moeilijk was Taurus-motoren vanuit Engeland te exporteren, werden deze toestellen van in Australië vervaardigde Pratt & Whitney Twin Wasp-motoren voorzien. De Australische Beaufort Mk VIII werd intensief gebruikt in de strijd tegen Japan.
In totaal werden er 2130 Beauforts gebouwd, de 700 Australische exemplaren inbegrepen. Hiervan waren er 1015 van het versie Beaufort Mk I en 520 exemplaren Beaufort VIII.